# سباستین ارل
سباستین ارل (انگلیسی: Sebastian Earl; ۲ ژانویهٔ ۱۹۰۰ – ۱۰ آوریل ۱۹۸۳) قایقران روئینگ اهل بریتانیا بود.